# Jean Babel
 (mai 2023).
Si vous disposez d'ouvrages ou d'articles de référence ou si vous connaissez des sites web de qualité traitant du thème abordé ici, merci de compléter l'article en donnant les références utiles à sa vérifiabilité et en les liant à la section « Notes et références ».
Jean Babel, né le 6 novembre 1921 au Petit-Lancy et mort le 20 novembre 2005 à Onex, est un homme politique suisse membre du Parti démocrate-chrétien (appelé Parti chrétien-social à Genève).

## Biographie
Après avoir obtenu une licence ès sciences commerciales en 1943 et un diplôme fédéral d'expert-comptable en 1951, il devient directeur d'une société fiduciaire. Entré au conseil d'administration de la compagnie genevoise des transports CGTE en 1955, il est nommé président le 15 juin 1965, jusqu'en 1966.
Député indépendant chrétien-social de 1948 à 1965, président du parlement cantonal en 1960, il est élu conseiller d'État en 1965 et prend pour douze ans la tête du département des finances. Auteur d'une loi sur le contrôle financier de la gestion de l'État, il fait adopter plusieurs lois visant à une répartition équitable de la charge fiscale et institue un fonds de péréquation intercommunale. Il introduit également la rétrocession à la France d'une partie des impôts versés par les travailleurs frontaliers. Il crée par ailleurs la commission mixte consultative pour les relations franco-genevoises et préside le Comité régional franco-genevois.
Conseiller national de 1966 à 1967, il devient officier de la Légion d'honneur en 1979. Il sera également président de l'Union internationale pour la protection de l'enfance (1981-1986) et de la Fédération des anciens de la Société des étudiants suisses (1981-1987).86

## Sources et références
1. ↑  Bulletin UST, janvier 1966

- « Jean Babel » dans le Dictionnaire historique de la Suisse en ligne.